# Mahmut Makal
 (février 2022).
Pour les articles homonymes, voir Makal.
Mahmut Makal (parfois orthographié Mahmout Makal en français) né en 1930 à Gülağaç et mort le 10 août 2018 à Ankara, est un enseignant et écrivain turc connu pour son témoignage sur la condition des paysans en Anatolie centrale.

## Biographie
Né en 1930 à Gülağaç, Mahmut Makal entame ses études à l'institut paysan d'İvriz en 1943. En 1947, après avoir terminé ses études, il travaille pendant six ans en tant qu'instituteur de village. En 1950, il publie ses observations sur la vie des villageois dans son livre Bizim köy (littéralement Notre village) qui sera traduit en français en 1963. L'ouvrage crée un vif émoi en Turquie lors de sa publication, et Makal est brièvement emprisonné.
Il poursuit ses études à Ankara et travaille ensuite comme inspecteur des écoles primaires dans les régions d'Ankara, Adana et Antalya. Il est ensuite nommé dans une école pour sourds-muets d'İstanbul, poste dont il démissionne en 1971.
Il apporte un précieux témoignage sur la condition des paysans en Anatolie centrale, et plus largement en Turquie, au lendemain de la Seconde Guerre mondiale.
Traduit en français, son livre Bizim köy fait partie d'Un village anatolien, paru aux Éditions Plon, ouvrage préparé à partir de plusieurs de ses livres.